# دنيس سوليفان (لاعب كريكت)
دنيس سوليفان (28 يناير 1883 - 28 ديسمبر 1968) (بالإنجليزية: Dennis Sullivan)‏ هو لاعب كريكت بريطاني (وحمل سابقاً جنسية المملكة المتحدة لبريطانيا العظمى وأيرلندا). لعب مع نادي مقاطعة سري للكريكت ‏ ونادي مقاطعة غلاموركن للكريكت ‏.